# جويس أنيما ميسا أمواه
جويس أنيما ميسا أمواه (بالإنجليزية: Joyce Anima Misa Amoah)‏، هي مُمثلة ومُخرجة أفلام وكاتبة مسرحية غانية.